# NGC 3741
NGC 3741 (другие обозначения — UGC 6572, MCG 8-21-68, ZWG 242.57, PGC 35878) — галактика в созвездии Большая Медведица.
Этот объект входит в число перечисленных в оригинальной редакции «Нового общего каталога».
Во внутренних областях галактики имеются две вытянутые звёздные структуры. В них преобладают звёзды возрастом меньше нескольких сотен млн. лет.